# Meridian 59
Meridian 59 — компьютерная игра, разработанная Archetype Interactive и выпущенная 3DO в 1995 году. Является первой MMORPG на объёмном движке и одной из самых долгоживущих игр подобного жанра.
Первый запуск состоялся 15 декабря 1995 года. Игра перешла на коммерческую основу с платной подпиской 27 сентября 1996.
После закрытия в 2000 году и переиздания в 2002 проект в данный момент существует уже как программное обеспечение с открытым кодом.

## Разработка
Meridian 59 (M59) стала единственной игрой, которую когда-либо выпустила студия Archetype Interactivе. В разработке в общей сложности принимали участие 22 человека. В процессе производства среди них возник термин «Massively Multi-Player Role-Playing Game», сокращенно «MMPRPG». Дальнейшая его эволюция, особенно благодаря частому использованию в интервью Ричардом Гэрриоттом, привела к появлению понятия MMO как отдельного жанра.
Игра находилась в стадии ранней беты, когда руководство 3DO увидело в ней потенциал и решило купить всю студию разработчика.
В открытом бета-тестировании приняли участие порядка 17 тыс. игроков. Релиз Meridian 59 опередил своего ближайшего конкурента — Ultima Online почти на год.